# Ołeh Szafarenko
Ołeh Łeonidowycz Szafarenko (ukr. Олег Леонідович Шафаренко; ur. 31 października 1981 w Kijowie) – ukraiński hokeista, reprezentant Ukrainy, trener.

## Kariera zawodnicza
- Berkut Kijów (1997-1998)
- Sokił Kijów 2 (1998-1999)
- Kryżynka Kijów (1999)
- Sokił Kijów (1999-2000)
- HK Kijów (2001-2002)
- Sokił Kijów (2001-2004)
- Spartak Moskwa (2003-2004)
- HK Mohylew (2004-2005)
- Dynama Mińsk (2006-2007)
- HK Kieramin Mińsk (2007-2008)
- Sokił Kijów (2008-2009)
- Dynama Mińsk (2009)
- HK Szachcior Soligorsk (2009-2010)
- Junost' Mińsk (2010-2011)
- Donbas Donieck (2011-2012)
- Junost' Mińsk / Junior Mińsk (2012-2014)
- Saryarka Karaganda (2014)
- Junost' Mińsk (2015-2016)
- Donbas Donieck (2016-2017)

Od maja 2012 zawodnik białoruskiego klubu Junost' Mińsk. Od czerwca do listopada 2014 zawodnik kazachskiego klubu Saryarka Karaganda. Od czerwca 2015 ponownie zawodnik Junostii. Od połowy 2016 ponownie zawodnik Donbasu Donieck.
Brał udział w turnieju zimowej uniwersjady edycji 2001. Uczestniczył w turniejach mistrzostw świata w 2006, 2007 (Elita), 2009, 2010, 2011, 2012, 2013, 2014, 2016 (Dywizja I).

## Kariera trenerska
W kwietniu 2018 został włączony do sztabu trenerskiego reprezentacji Ukrainy. W 2020 został głównym trenerem reaktywowanej drużyny MHK Sokił Kijów.

## Sukcesy

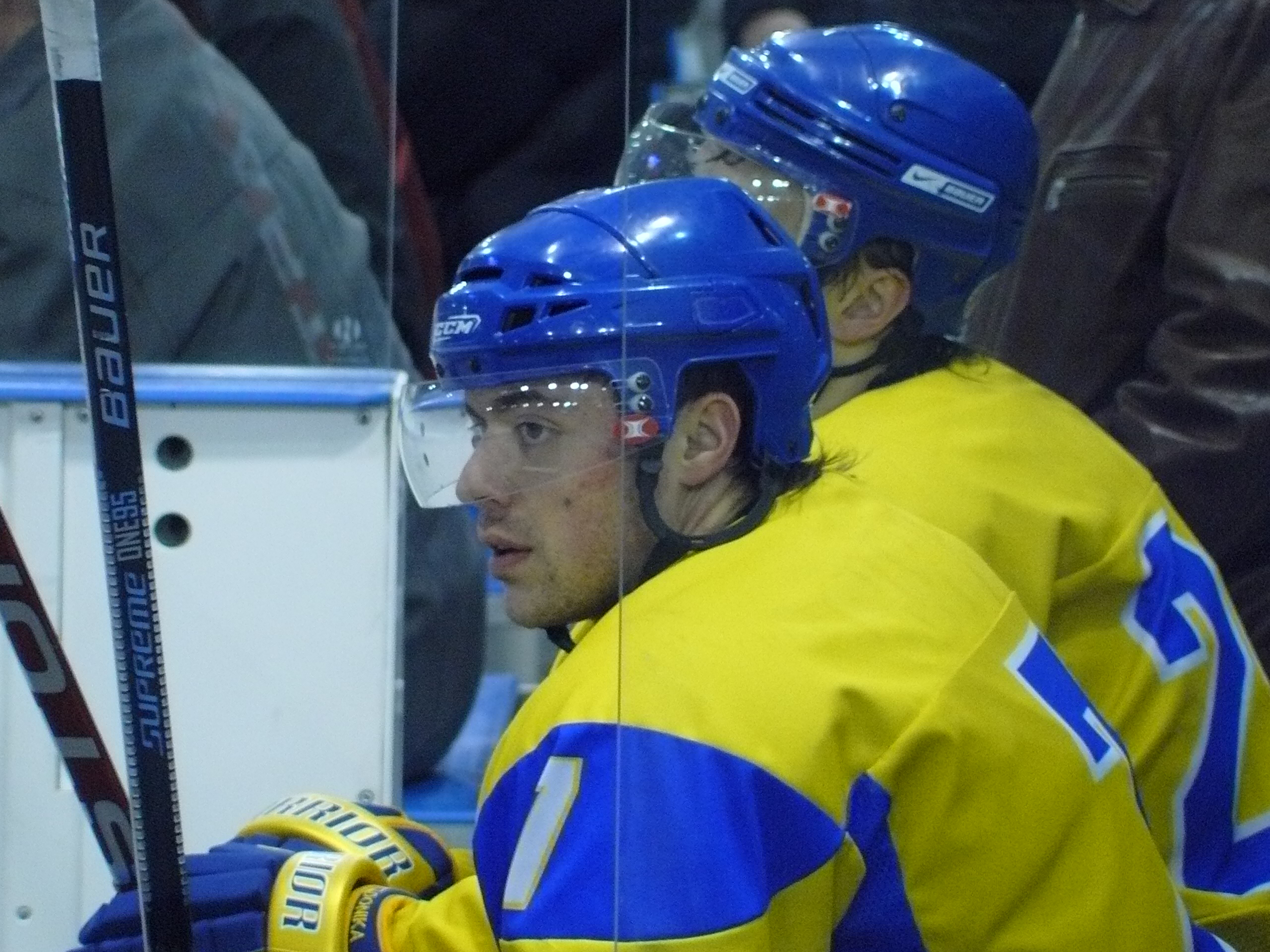
Ołeh Szafarenko w barwach Ukrainy (2010)

Reprezentacyjne
- Brązowy medal zimowej uniwersjady: 2001
- Awans do MŚ Dywizji I Grupy A: 2013, 2016

Klubowe
- Złoty medal Wschodnioeuropejskiej Ligi Hokejowej: 1999 z Sokiłem
- Srebrny medal Wschodnioeuropejskiej Ligi Hokejowej: 2000 z Sokiłem
- Brązowy medal Wschodnioeuropejskiej Ligi Hokejowej: 2001, 2003 z Sokiłem
- Złoty medal mistrzostw Ukrainy: 1999, 2003, 2004, 2009 z Sokiłem, 2017 z Donbasem
- Srebrny medal mistrzostw Ukrainy: 2000, 2001, 2002 z Sokiłem
- Brązowy medal mistrzostw Białorusi: 2005 z Mohylewem
- Złoty medal mistrzostw Białorusi: 2007 z Dynama, 2008 z Kieraminem, 2016 z Junostią
- Puchar Białorusi: 2008 z Kieraminem, 2011 z Junostią
- Srebrny medal mistrzostw Białorusi: 2010 z Szachciorem, 2014 z Junostią Mińsk
- Puchar Kontynentalny: 2011 z Junostią
- Półfinał Wysszaja Chokkiejnaja Liga: 2012 z Donbasem

Indywidualne
- Ekstraliga białoruska w hokeju na lodzie (2007/2008):
  - Pierwsze miejsce w klasyfikacji kanadyjskiej w fazie play-off
- Mistrzostwa Świata w Hokeju na Lodzie 2009/I Dywizja:
  - Pierwsze miejsce w klasyfikacji strzelców turnieju: 4 gole
  - Skład gwiazd turnieju
- Ekstraliga białoruska w hokeju na lodzie (2009/2010):
  - Drugie miejsce w klasyfikacji strzelców w fazie play-off: 5 goli[8]
  - Drugie miejsce w klasyfikacji asystentów w fazie play-off: 11 asyst[9]
  - Pierwsze miejsce w klasyfikacji kanadyjskiej w fazie play-off: 16 punktów[10]
  - Skład gwiazd sezonu
- Ekstraliga białoruska w hokeju na lodzie (2010/2011):
  - Piąte miejsce w klasyfikacji strzelców w sezonie zasadniczym: 23 gole[11]
  - Drugie miejsce w klasyfikacji kanadyjskiej w sezonie zasadniczym: 42 asysty[12]
  - Trzecie miejsce w klasyfikacji kanadyjskiej w sezonie zasadniczym: 65 punktów[13]
  - Czwarte miejsce w klasyfikacji strzelców w fazie play-off: 7 goli[8]
  - Pierwsze miejsce w klasyfikacji asystentów w fazie play-off: 13 asyst[14]
  - Pierwsze miejsce w klasyfikacji kanadyjskiej w fazie play-off: 20 punktów[15]
- Mistrzostwa Świata w Hokeju na Lodzie 2013/I Dywizja Grupa B:
  - Drugie miejsce w klasyfikacji asystentów turnieju: 8 asyst
  - Pierwsze miejsce w klasyfikacji kanadyjskiej turnieju: 10 punktów
  - Piąte miejsce w klasyfikacji +/- turnieju: +6[16]
- Ekstraliga białoruska w hokeju na lodzie (2013/2014):
  - Pierwsze miejsce w klasyfikacji asystentów w sezonie zasadniczym: 49 asyst[17]
  - Pierwsze miejsce w klasyfikacji kanadyjskiej w sezonie zasadniczym: 66 punktów[18]
  - Pierwsze miejsce w klasyfikacji asystentów w fazie play-off: 17 asyst[19]
  - Pierwsze miejsce w klasyfikacji kanadyjskiej w fazie play-off: 19 punktów[20]
- Ekstraliga białoruska w hokeju na lodzie (2015/2016):
  - Trzecie miejsce w klasyfikacji asystentów w sezonie zasadniczym: 28 asyst[21]
  - Piąte miejsce w klasyfikacji asystentów w fazie play-off: 6 asyst[22]